# Jean-Baptiste Dewin
Jean-Baptiste Dewin (1873-1948) est un architecte belge de l'époque Art nouveau et Art déco qui fut actif à Bruxelles.
Il s'est fait une spécialité de la construction d'édifices à vocation médicale,, même si on lui doit également quelques immeubles d'habitation à Bruxelles.
On lui doit quelques réalisations remarquables comme la Maison communale de Forest, l'ancien Institut pour le traitement des maladies des yeux du docteur Coppez et la Maison Bruno Schmidt.

## Carrière

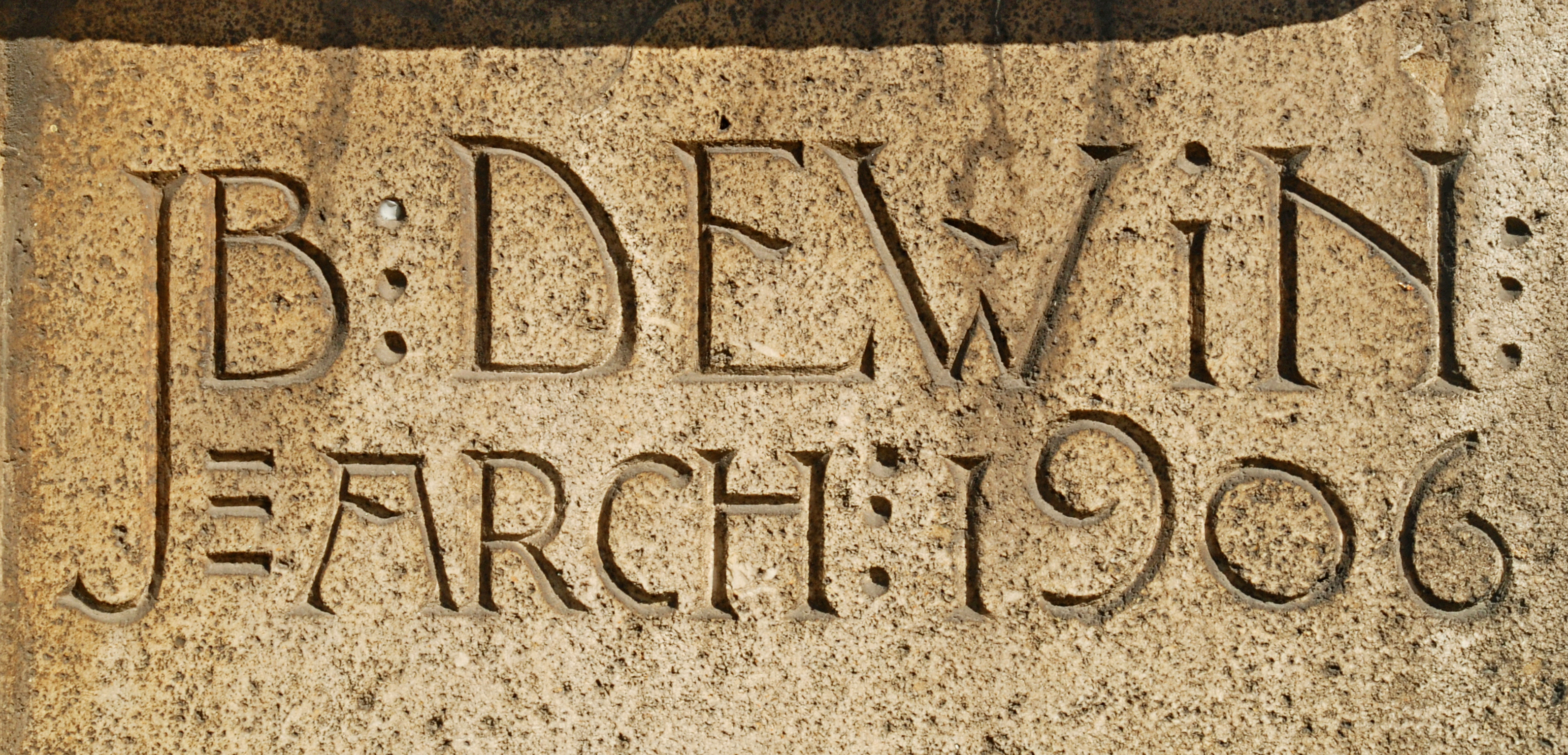
La signature de l'architecte sur la façade
du n° 410 de l'avenue Brugmann.

### Formation
Maçon et plafonneur avant de s'inscrire à l'Académie des beaux-arts, Jean-Baptiste Dewin a été formé à l'atelier de Georges Hobé.

### Carrière d'architecte hospitalier
Jean-Baptiste Dewin doit sa carrière d'architecte hospitalier au chirurgien Antoine Depage, qu'il rencontre lors d'un stage chez Hobé et qui lui confie en 1903 la construction de sa propre clinique place Brugmann à Ixelles (Institut chirurgical Berkendael),.
C'est la première d'une longue série d'institutions à caractère médical - maternités, instituts médicaux, écoles médicales, instituts dentaires, homes, etc - qui culmine avec le nouvel hôpital universitaire Saint-Pierre (1922-1935), largement inspiré de modèles anglo-saxons. 
En 1907, Dewin participe à l'ouvrage La construction des hôpitaux - étude critique rédigé par les docteurs Depage, Vandervelde et Cheval, dans lequel il « présente divers aspects de la nouvelle clinique, notamment la fenêtre cintrée pour les salles d'opération du dernier étage qu'il reprendra dans plusieurs réalisations ultérieures »,. Dans ces réalisations, il veille à allier, d'un côté, la maîtrise des exigences médicales en matière d'hygiène, d'éclairage et d'aération et, de l'autre, l'élaboration d'un cadre accueillant pour les patients.

### De l'Art nouveau à l'Art déco
Dewin fait partie de la deuxième génération d'architectes « Art nouveau géométrique », tendance initiée par Paul Hankar (par opposition à la tendance « Art nouveau floral » initiée par Victor Horta).
Influencé par Hankar et par la Sécession viennoise, Dewin évolua tout naturellement après 1920 vers l'Art déco et fut le maître de plusieurs architectes Art déco ou modernistes bruxellois comme Jean-Jules Eggericx, Louis-Herman De Koninck et Obozinski.
Durant sa période Art nouveau, Dewin utilise la brique blanche vernissée et la pierre, alors qu'il recourt plutôt à la brique rouge durant sa période Art déco.

Mosaïques de la Maison Bruno Schmidt
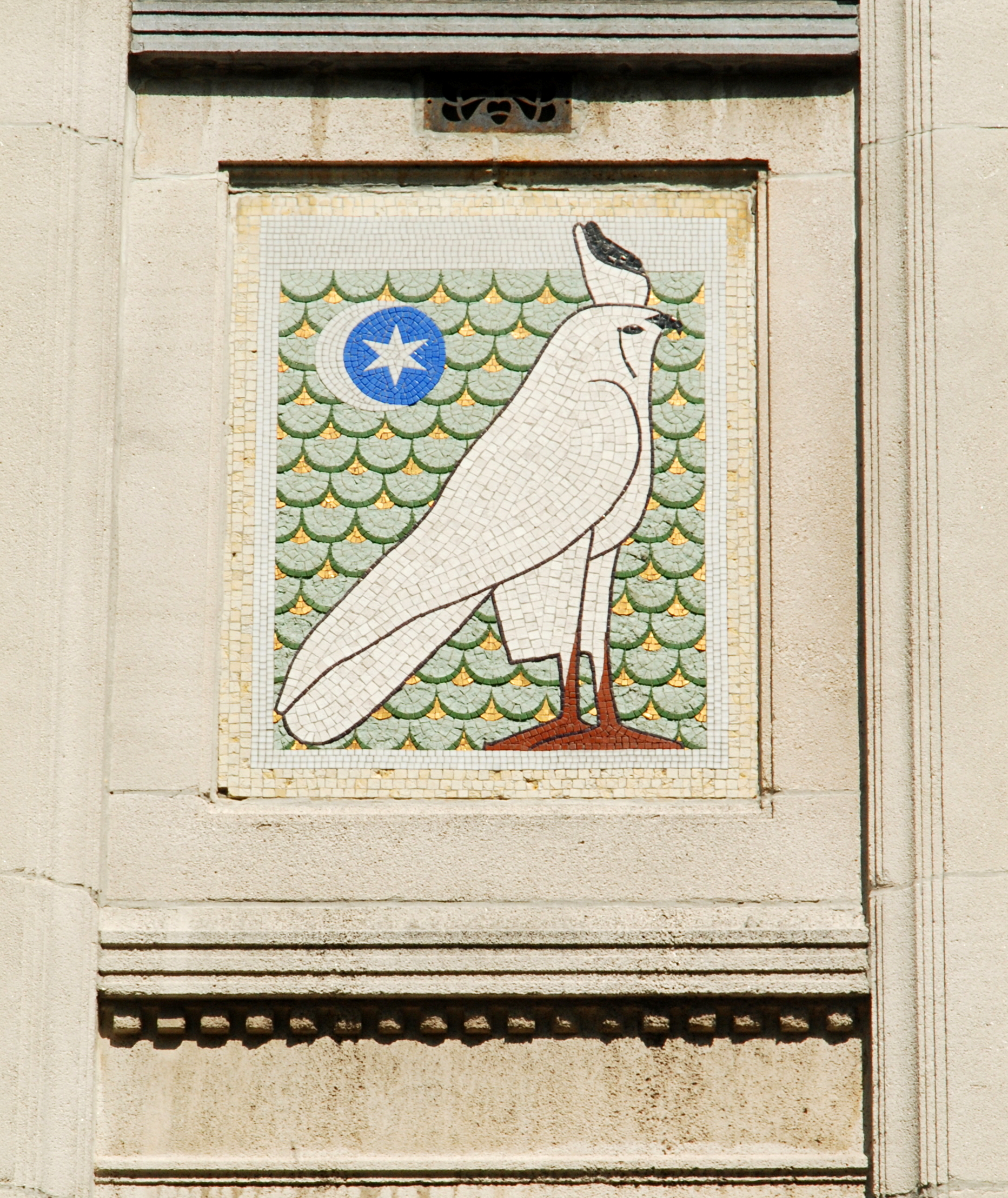
Horus.
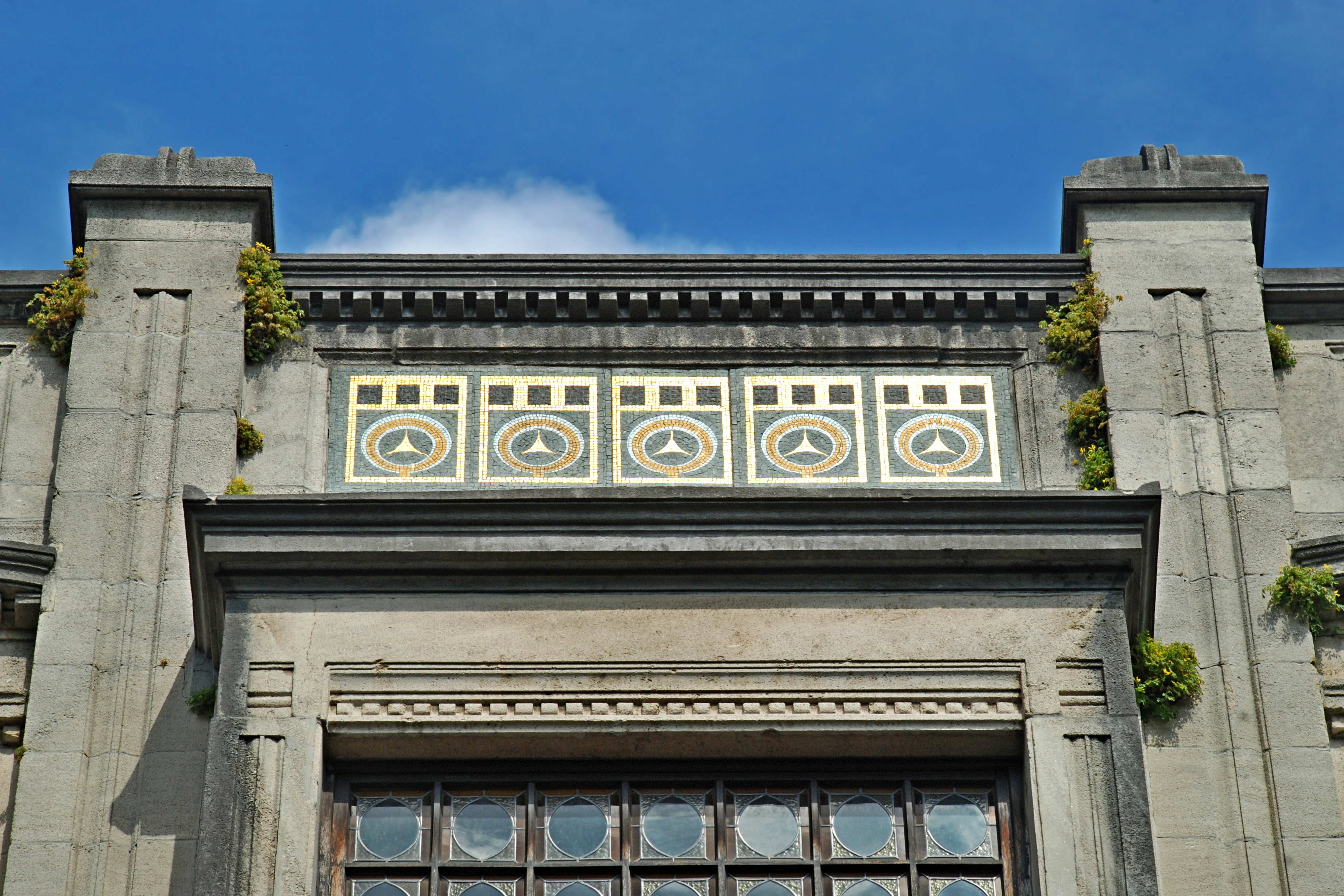
Panneau de mosaïque.
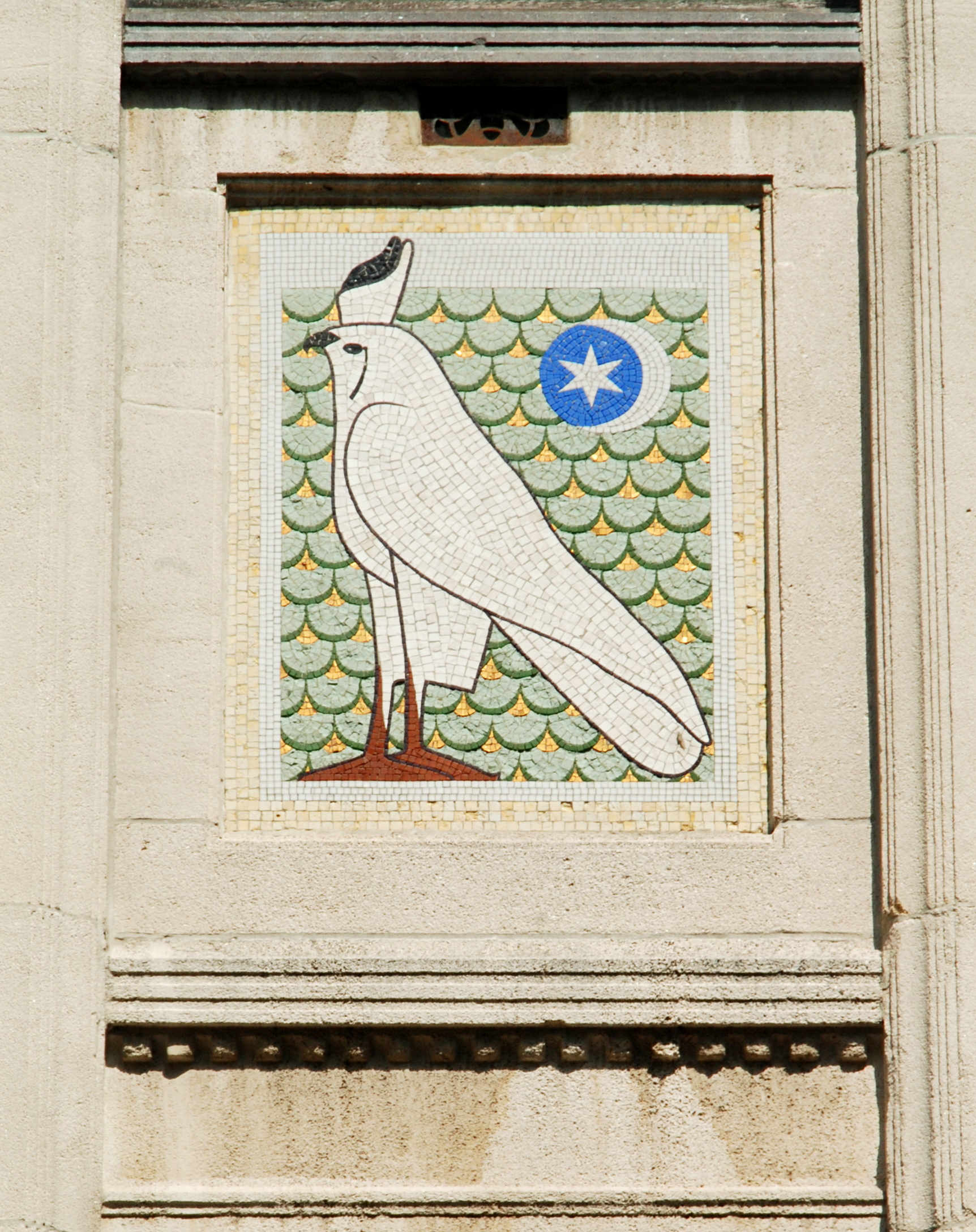
Horus.

## Langage ornemental
Dewin utilise à profusion un langage ornemental composé de motifs empruntés au monde floral et animal, qu'il exprime le plus souvent à travers les mosaïques et les fers forgés durant sa période Art nouveau et à travers la pierre sculptée durant sa période Art déco.

### Langage ornemental de la période Art nouveau

#### Répertoire floral stylisé
On trouve sur les façades des immeubles Art nouveau de Dewin quantité de représentations de fleurs très stylisées sous forme de panneaux de mosaïques.
Ces motifs floraux prennent la forme de fleurs placées sur une hampe florale longue (avenue Brugmann n° 408 et n° 410, maison personnelle de Jean-Baptiste Dewin) ou sur une hampe florale courte (Institut chirurgical Berkendael, boulevard Léopold II n° 215), ou de boutons floraux sans hampe (École dentaire belge, Maison Bruno Schmidt).

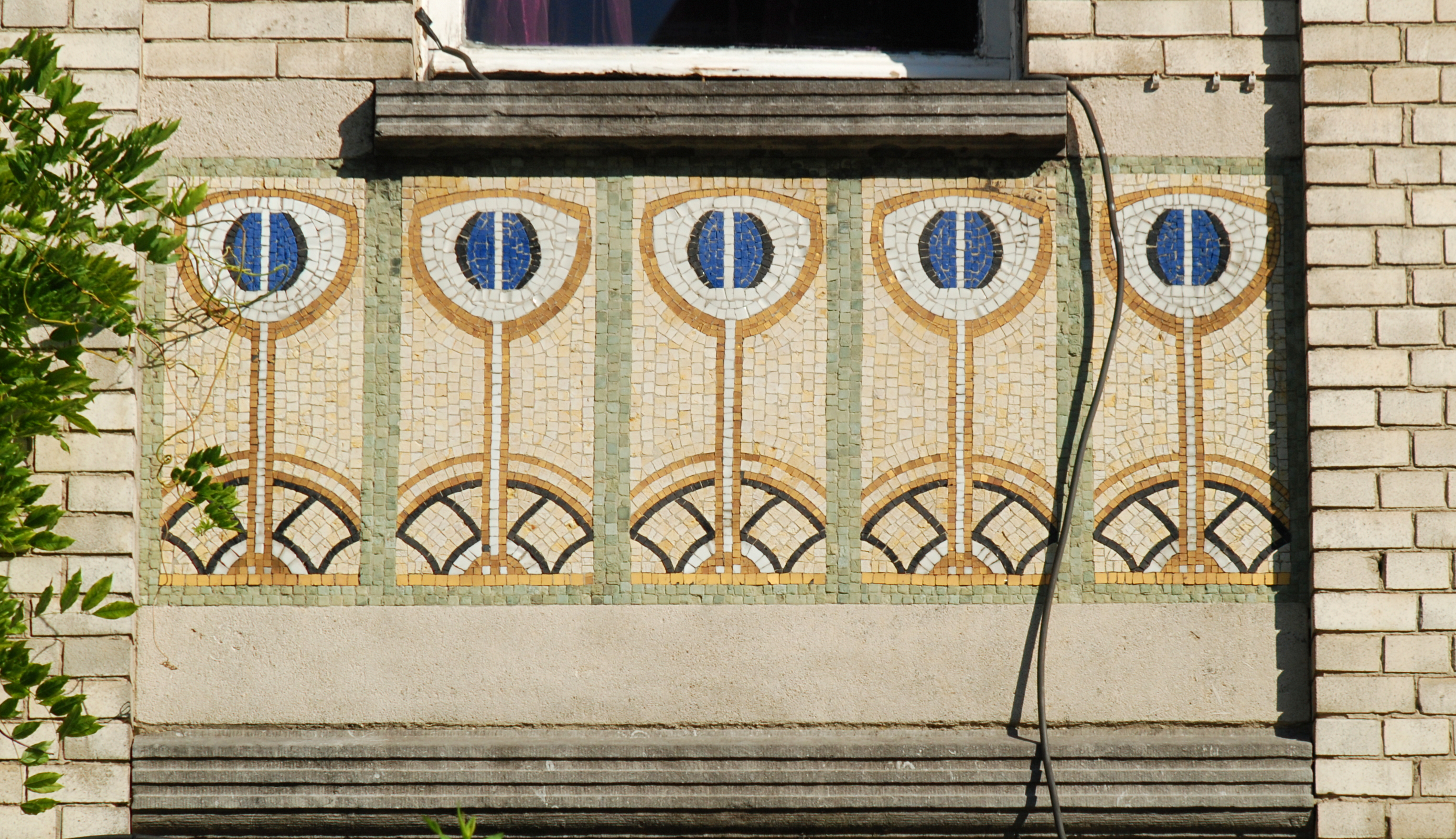
Avenue Brugmann n° 408.
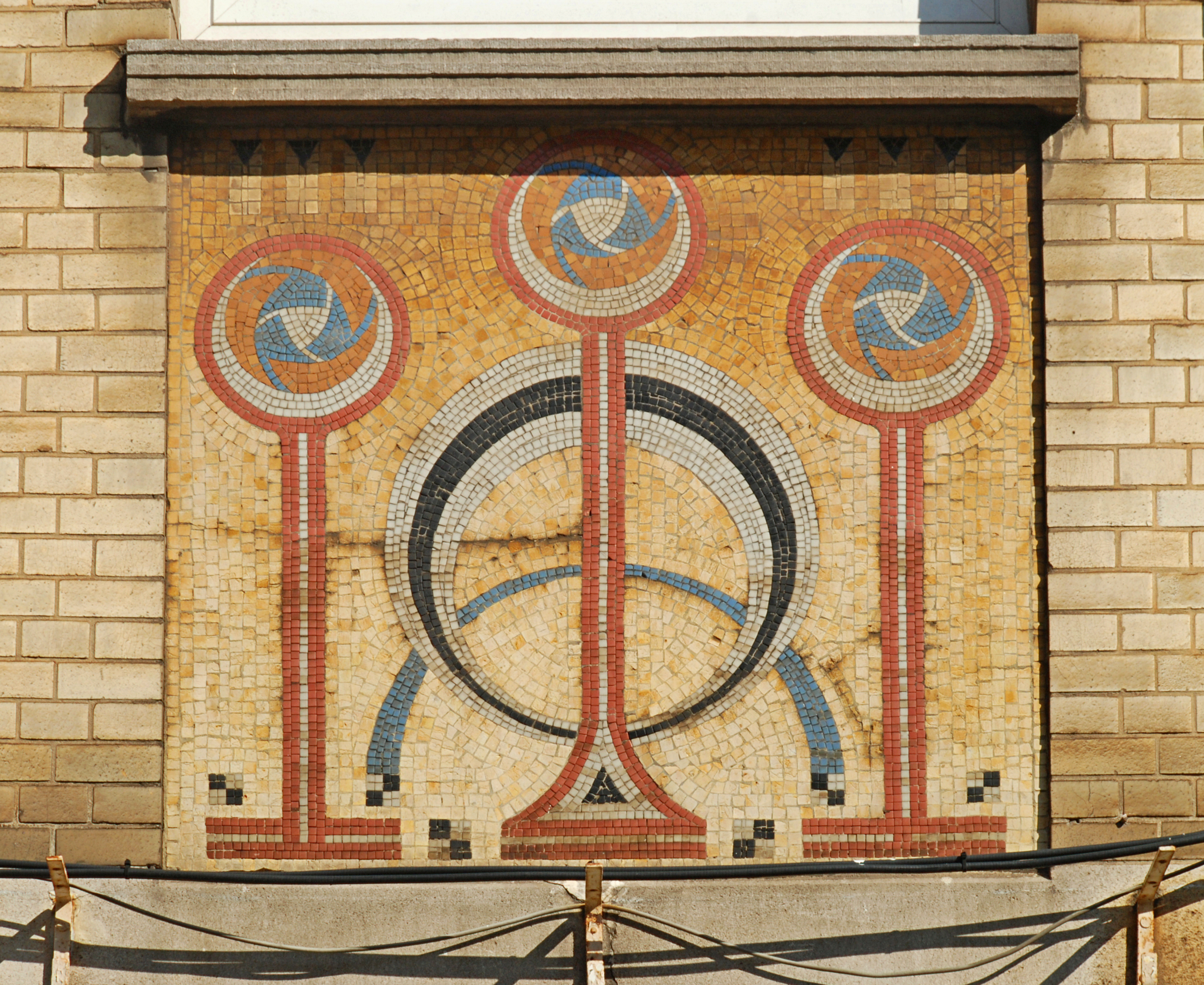
Avenue Brugmann n° 410.
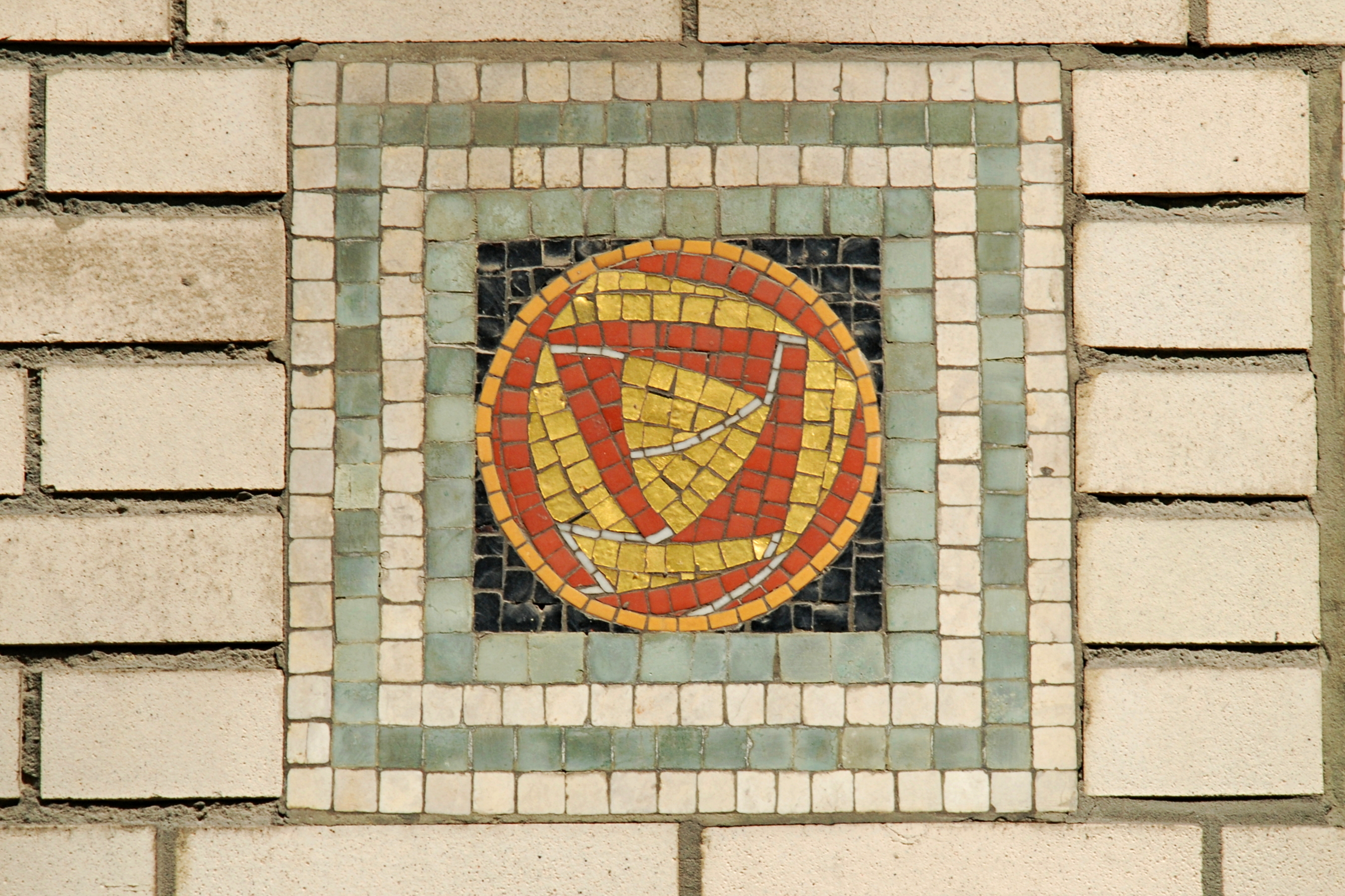
École dentaire belge.
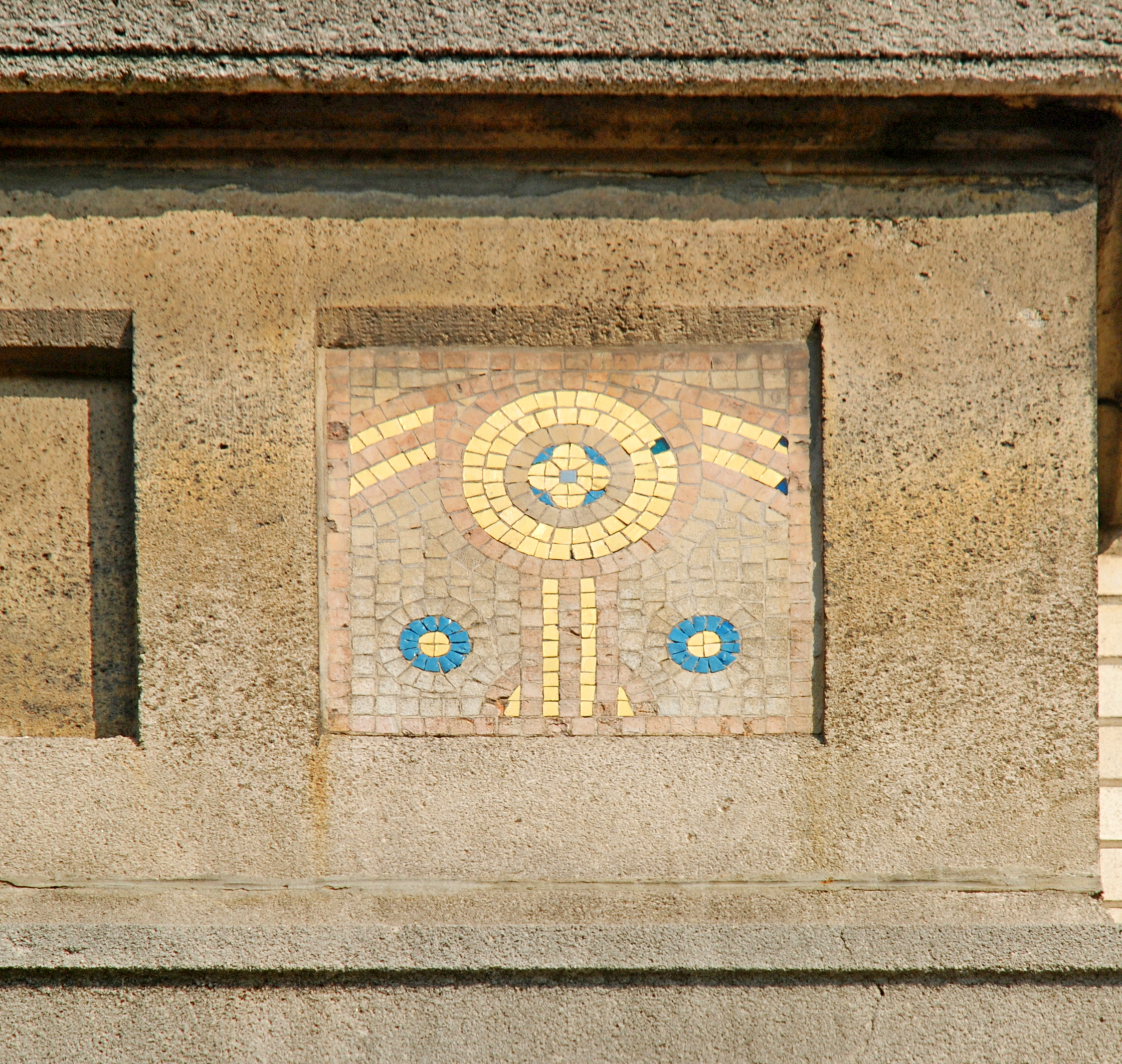
Boulevard Léopold II n° 2015.

#### Répertoire animal
Dewin utilise également sur ses façades Art nouveau un bestiaire abondant constitué de représentations de paons (avenue Brugmann n° 408 et boulevard du Jubilé n°157), de hiboux (maison personnelle de Dewin), de papillons (avenue Jean Dubrucq 206), d'abeilles et d'araignées (avenue Jean Dubrucq 206), sans oublier la figure hiératique d'Horus qui orne le fronton de la Maison Bruno Schmidt et représenté plus haut.
Ce bestiaire orne les façades de ses immeubles sous forme de mosaïques mais également de bouches d'aération en fer forgé figurant des abeilles ou des papillons. Il orne également les grilles en fer forgé qui protègent les fenêtres (avenue Jean Dubrucq 206) et celles qui délimitent le jardinet (Maison Bruno Schmidt).

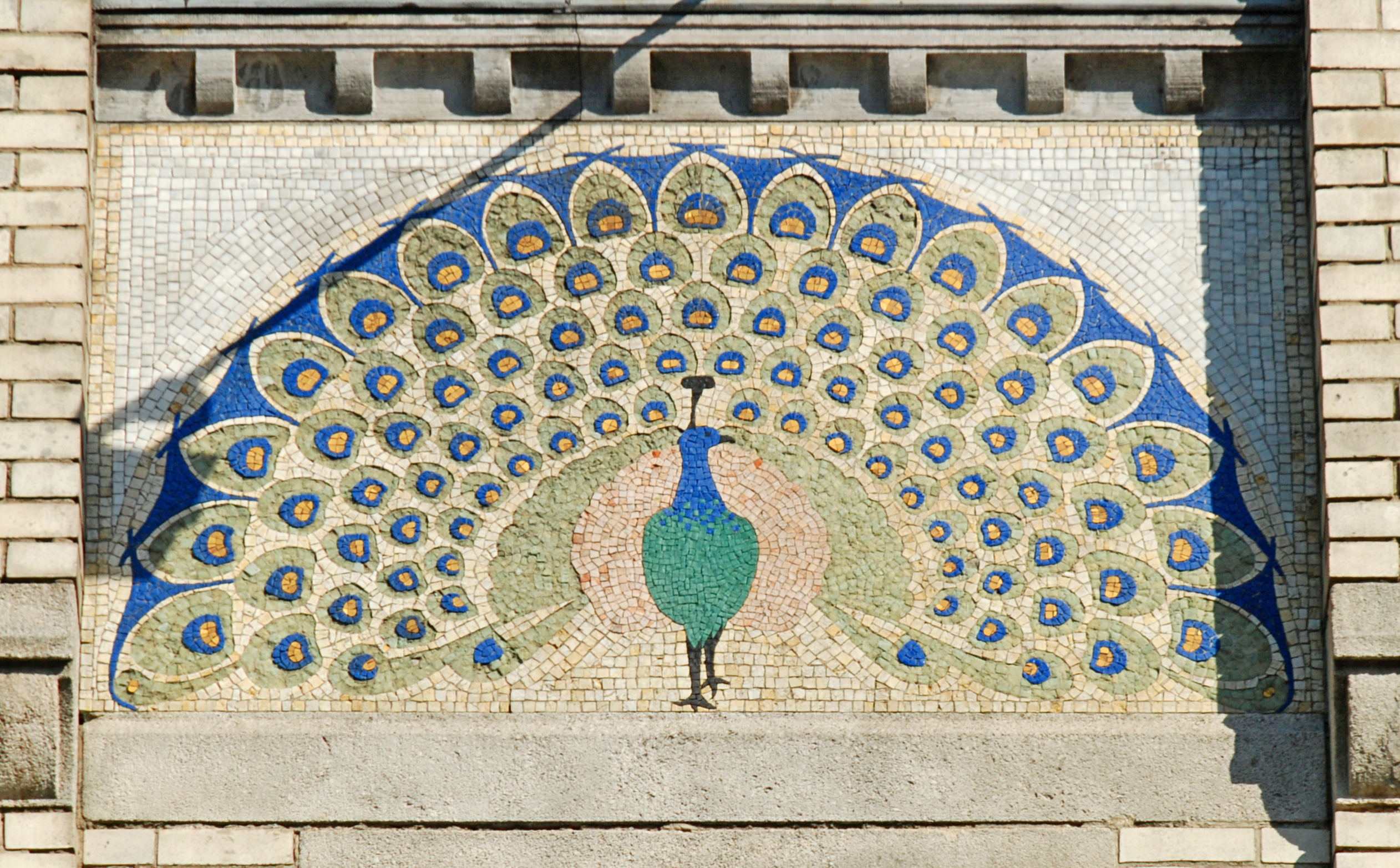
Paon - avenue Brugmann 408.
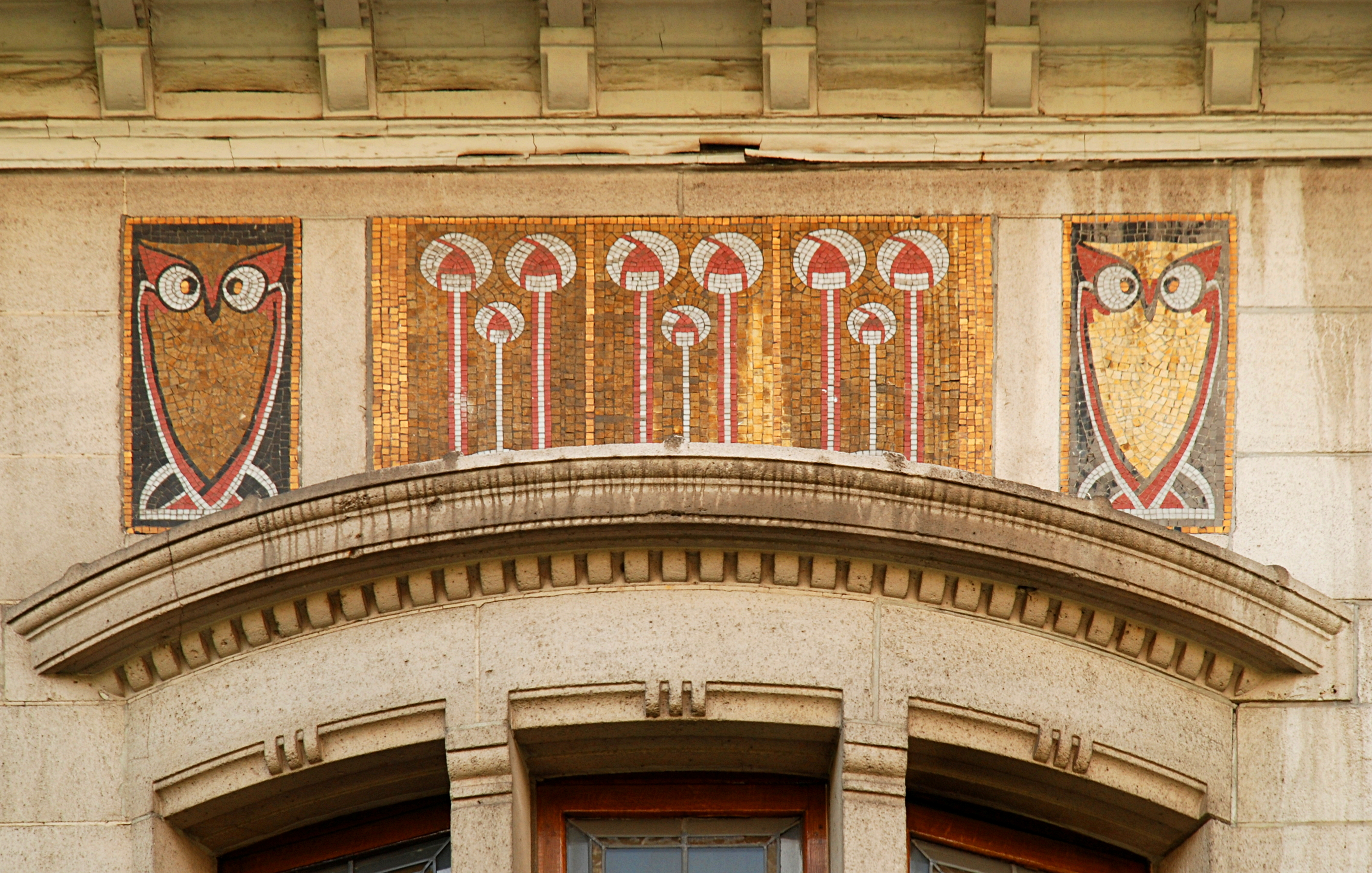
Hiboux - maison personnelle de Dewin.
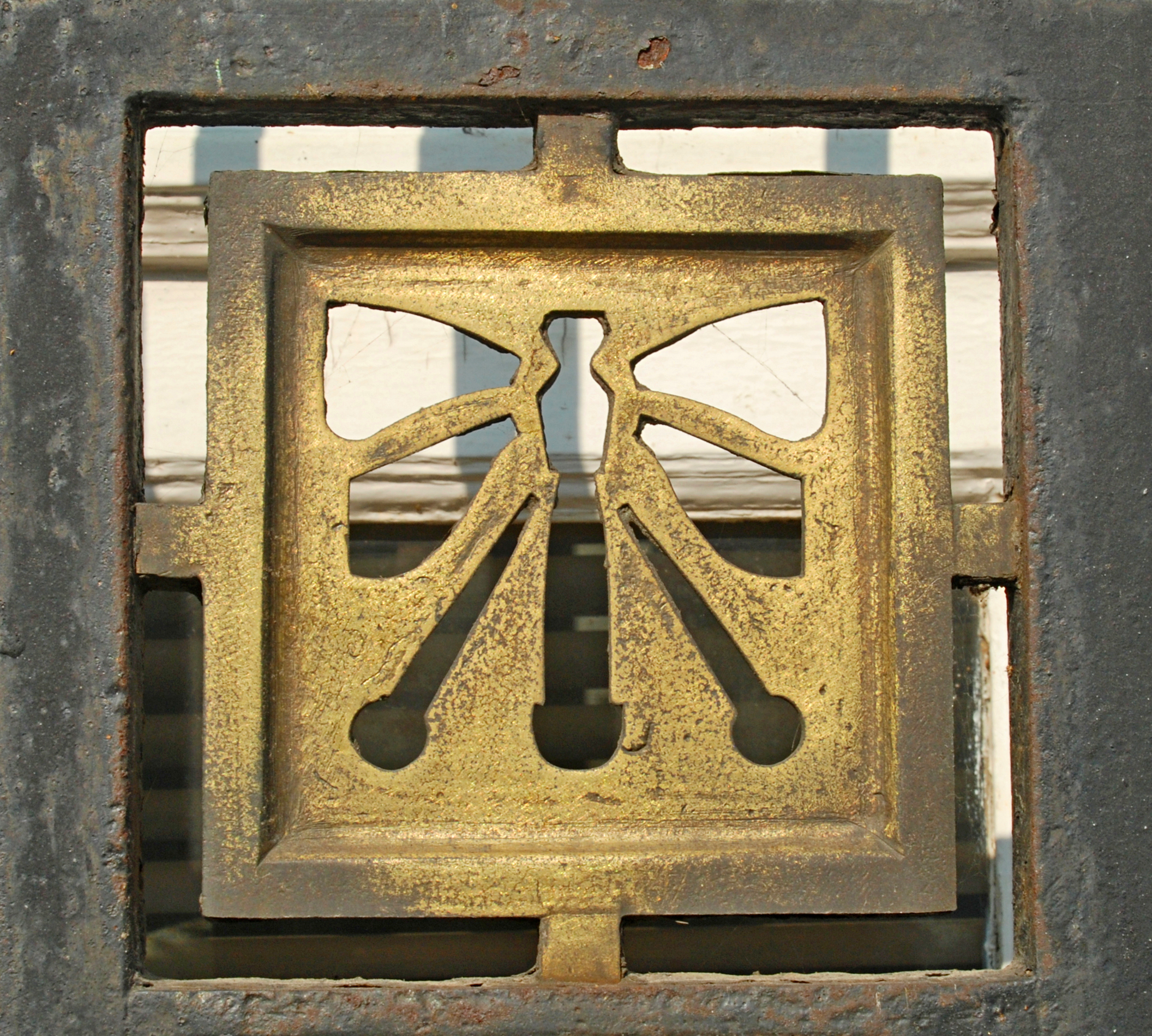
Papillon - Avenue Jean Dubrucq 206.
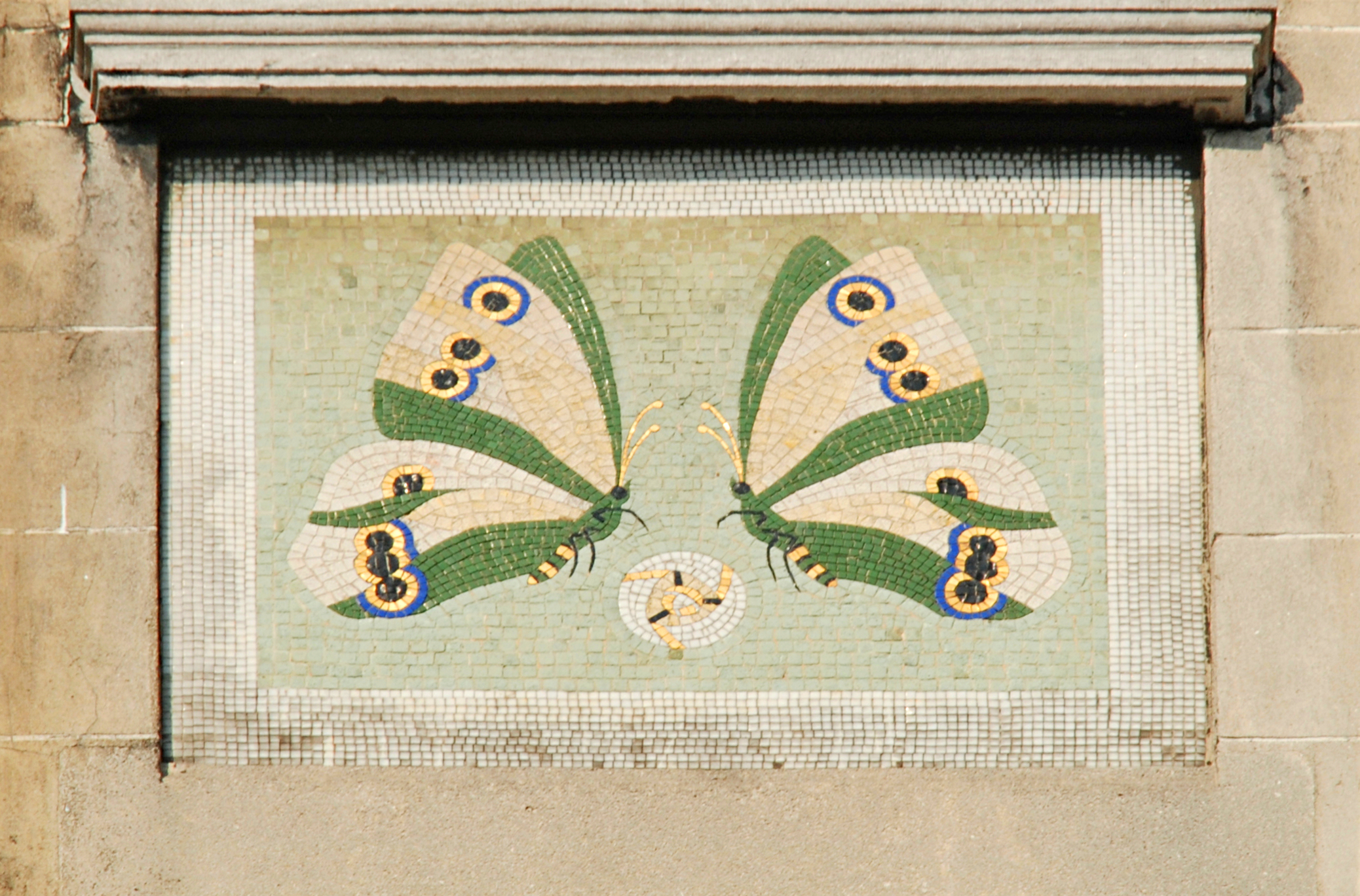
Papillons - Avenue Jean Dubrucq 206.

### Langage ornemental de la période Art déco
Durant sa période Art déco, Jean-Baptiste Dewin abandonne l'ornementation florale et se tourne vers l'ornementation géométrique, vers l'usage de masques ainsi que vers un bestiaire composé d'animaux sculptés dans la pierre.
On trouve ainsi sur la façade de l'Ancienne maternité de l'hôpital d'Ixelles des cigognes stylisées et des masques d'animaux fantastiques qui assurent la connexion entre les chéneaux et les tuyaux de descente des eaux de pluie, ou des oiseaux sur le porche de l'immeuble sis boulevard Lambermont 242 à Schaerbeek. 

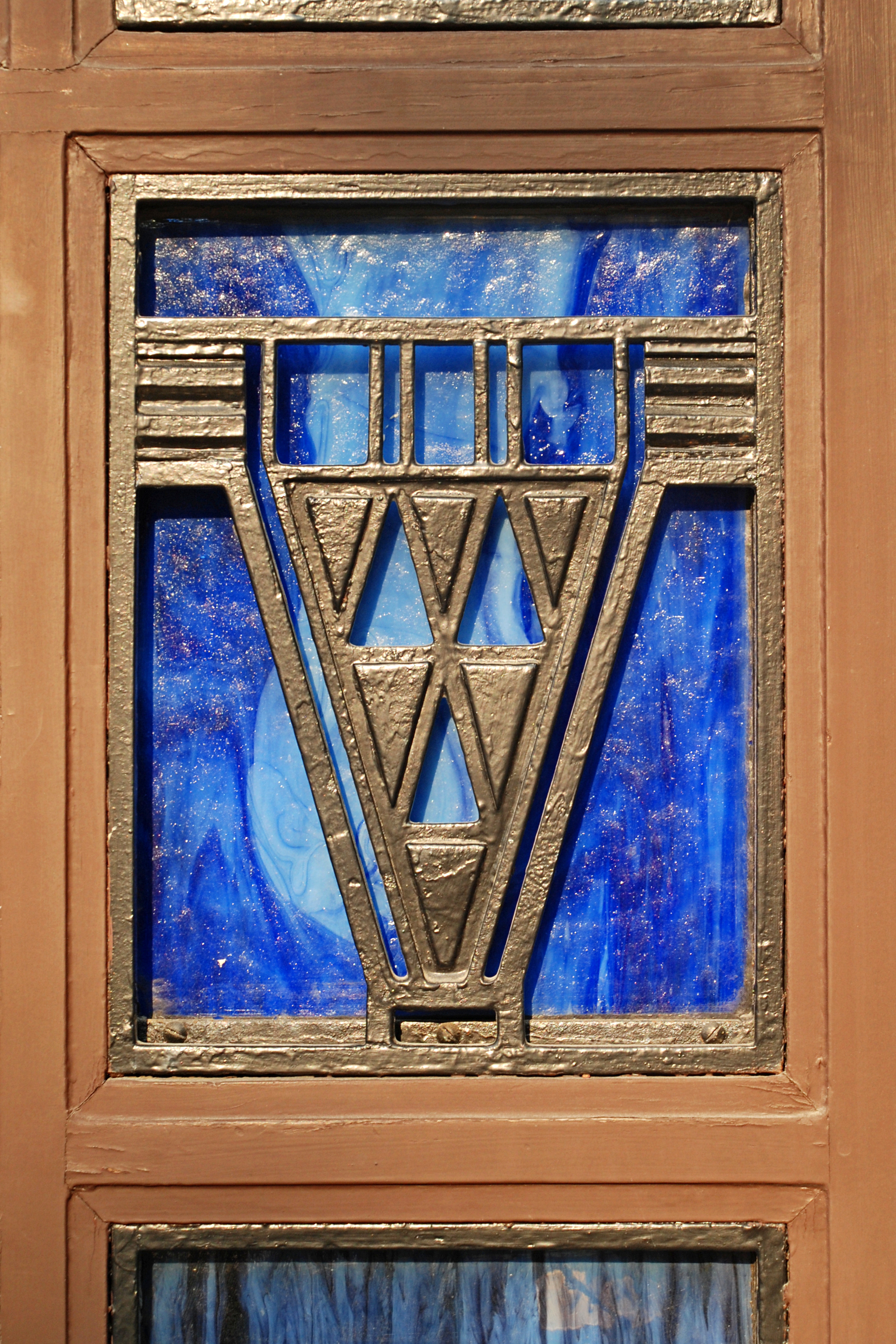
Boulevard Lambermont 242.
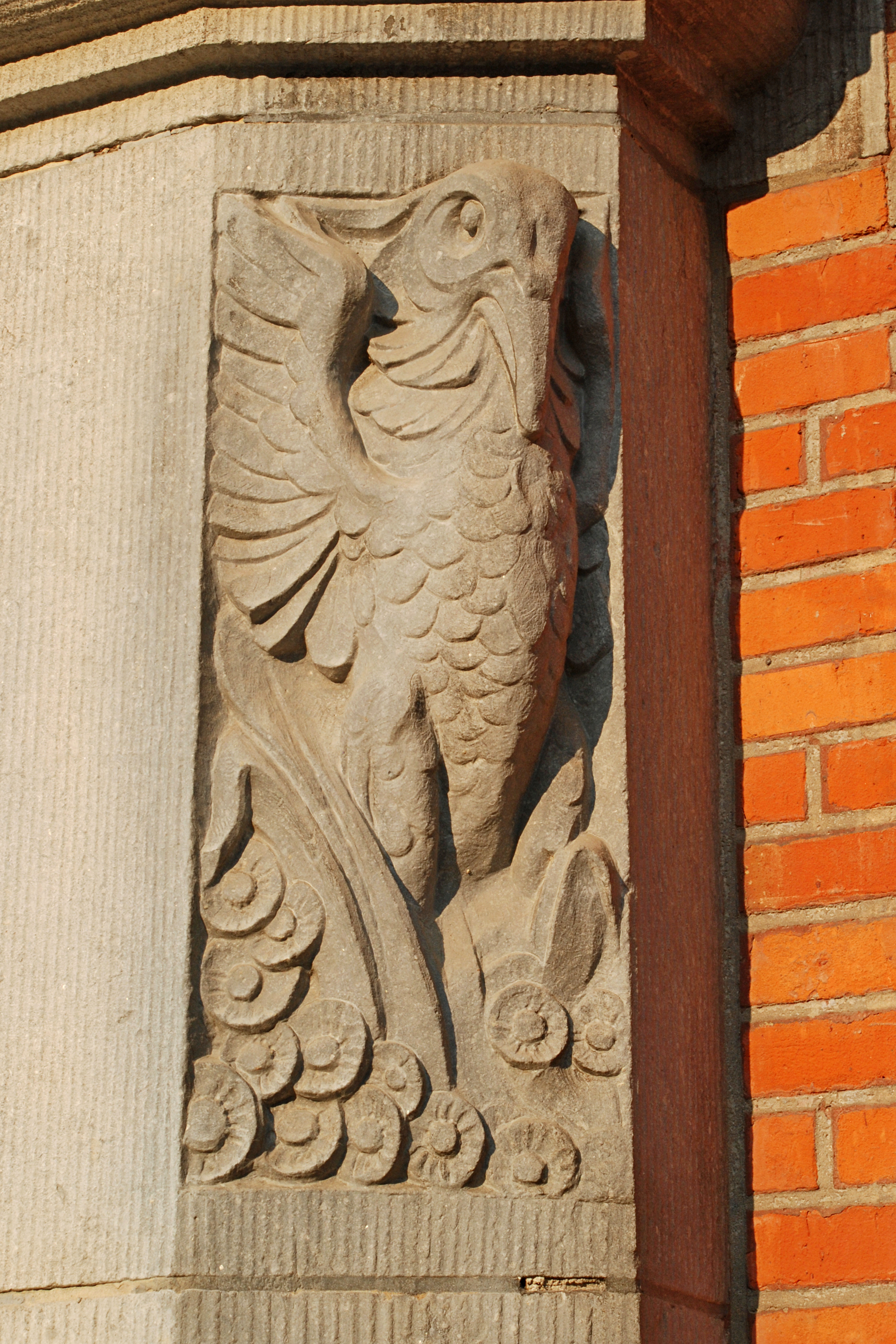
Boulevard Lambermont 242.
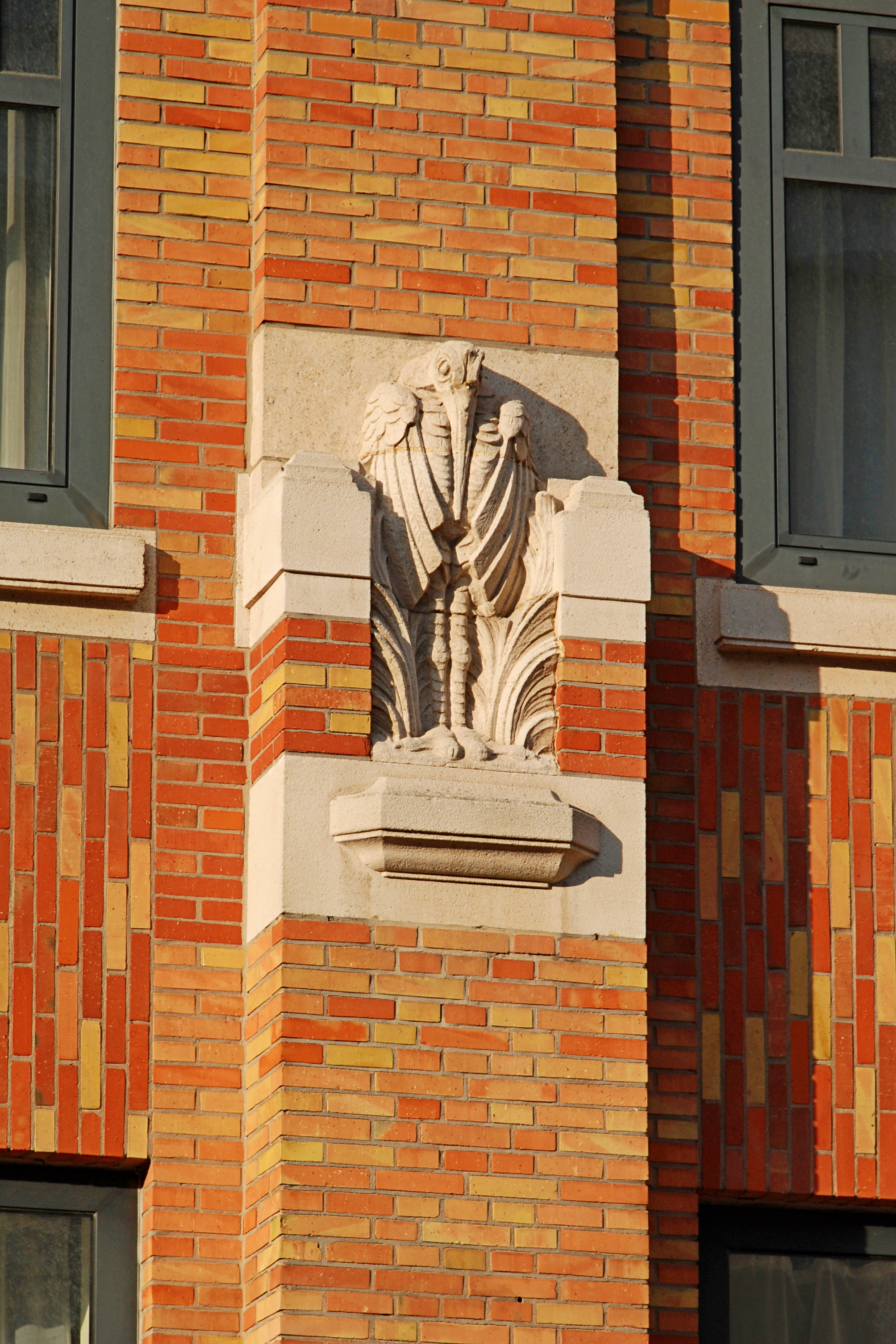
Ancienne maternité de l'hôpital d'Ixelles.
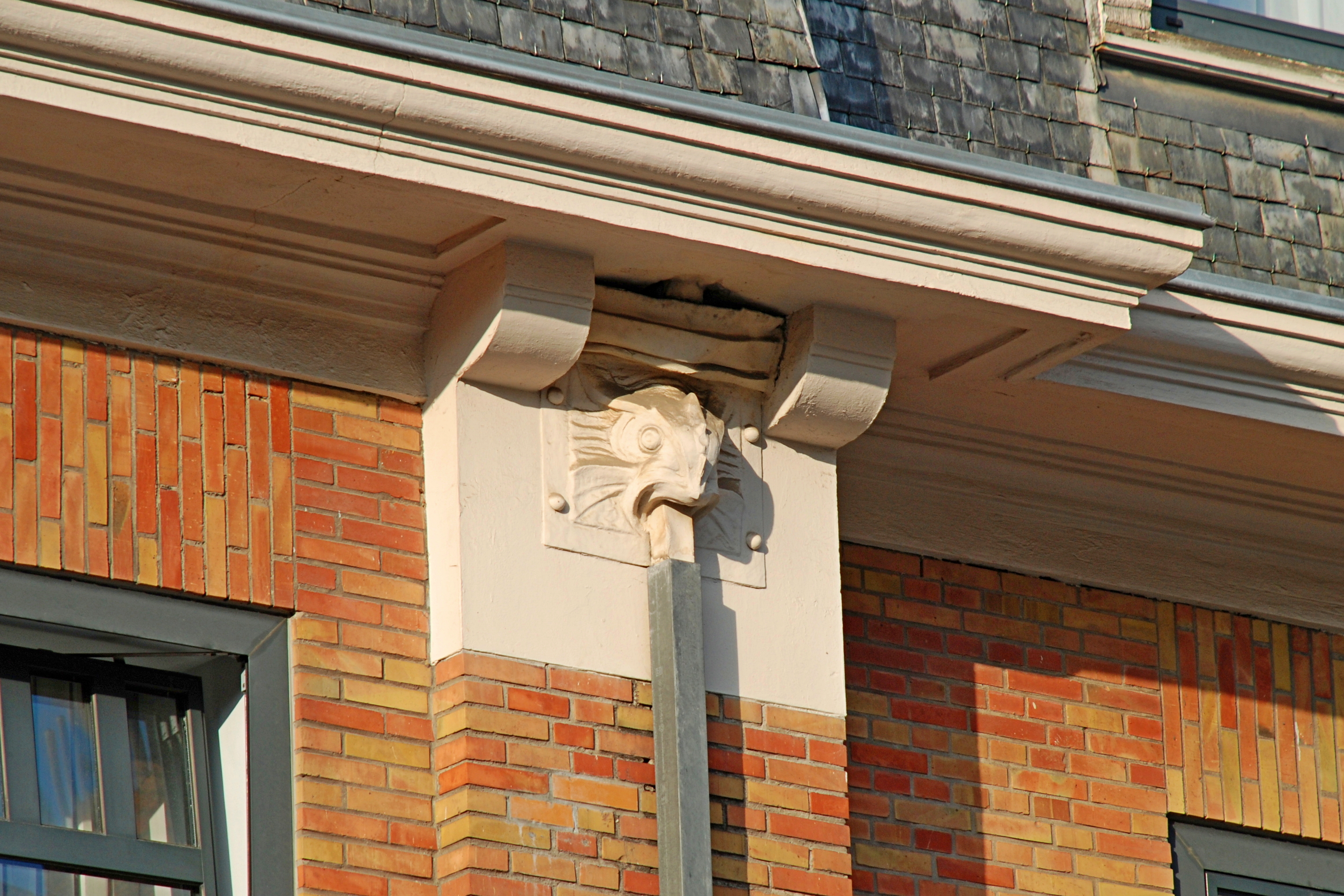
Ancienne maternité de l'hôpital d'Ixelles.

## Réalisations

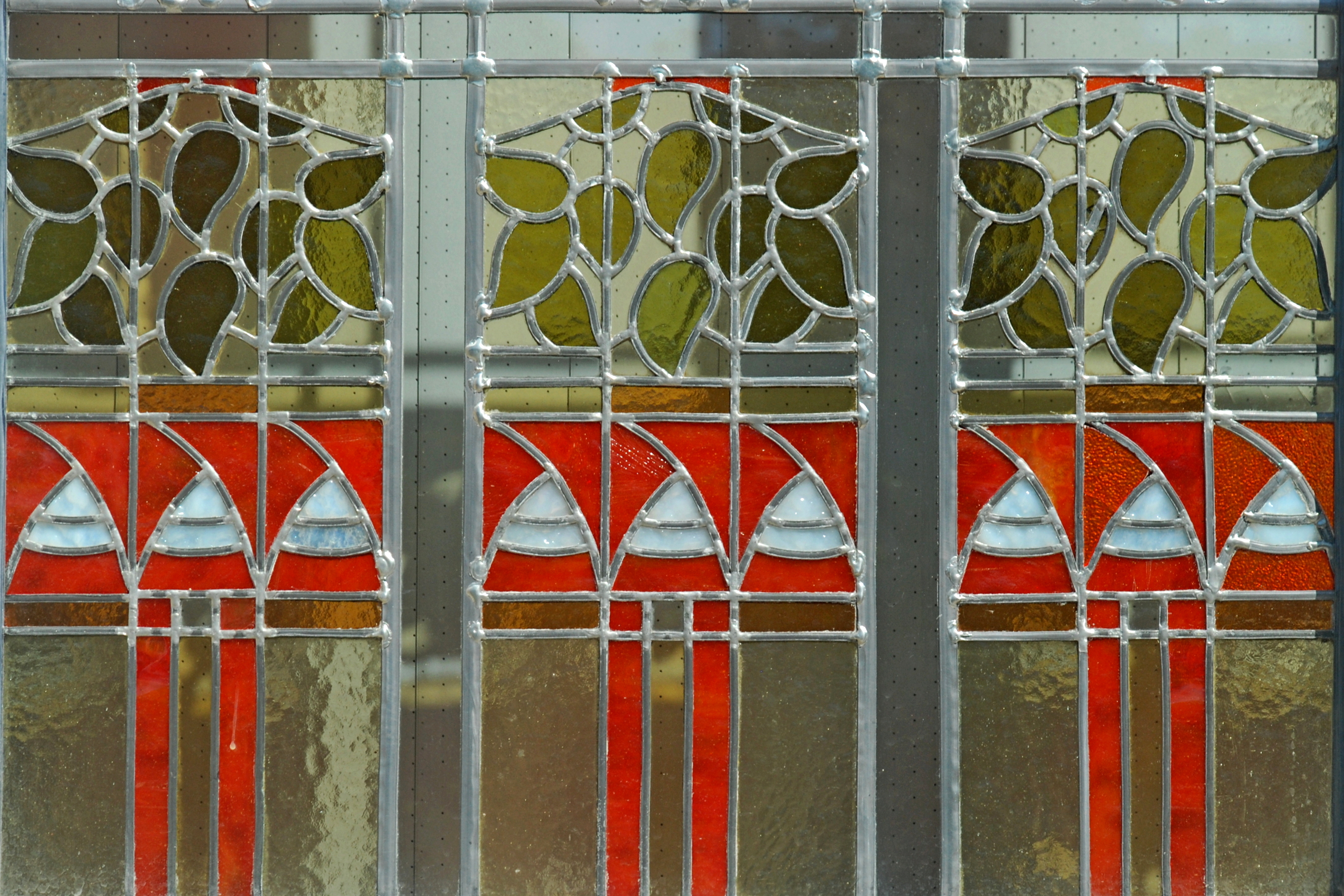
Vitrail de la porte d'entrée de l'Ancien Institut pour le traitement des maladies des yeux du docteur Coppez.

### Immeubles de style « Art nouveau géométrique »
- 1904 : boulevard Léopold II, 215
- 1903-1905 : Institut chirurgical Berkendael (Institut chirurgical du Docteur Depage), place Georges Brugmann, 29 à Ixelles[6],[10],[11]
- 1906 : avenue Brugmann, 408 (maison ornée de mosaïques représentant un paon et des fleurs très stylisées)[12]
- 1906 : avenue Brugmann, 410 (maison ornée de mosaïques représentant des fleurs très stylisées)[12]
- 1907 : maison personnelle de Jean-Baptiste Dewin, avenue Molière, 151 (ornée de mosaïques représentant des hiboux et des fleurs stylisées)
- 1909 : rue Clesse, 206 à Laeken (maison ornée de mosaïques représentant des papillons et des araignées)
- 1909 : boulevard du Jubilé, 157 (maison ornée d'une mosaïque représentant un paon)[8]
- 1910 : Maison Bruno Schmidt avenue Molière, 172 (maison ornée de mosaïques représentant Horus)[4],[13]
- 1910 : avenue Winston Churchill, 110 (maison ornée de mosaïques représentant des papillons et des béliers)
- 1910 : avenue Brugmann, 519 (maison dénaturée qui a cependant conservé son décor de mosaïques intégré à une façade classicisante)[14]
- 1912 : ancien Institut pour le traitement des maladies des yeux du docteur Coppez, avenue de Tervueren, 68-70[3],[6]
- 1913 : École dentaire belge ou clinique dentaire du docteur Rosenthal[6], chaussée d'Etterbeek 166[15],[16]
- 1913-1937 : École belge d'infirmières[6], à l'angle des rues Marie Depage et Edith Cavell (disparue et remplacée par la clinique Edith Cavell)
- Boulevard Lambermont, 242a
- Home de Bredene pour enfants tuberculeux

Immeubles de style « Art nouveau géométrique »
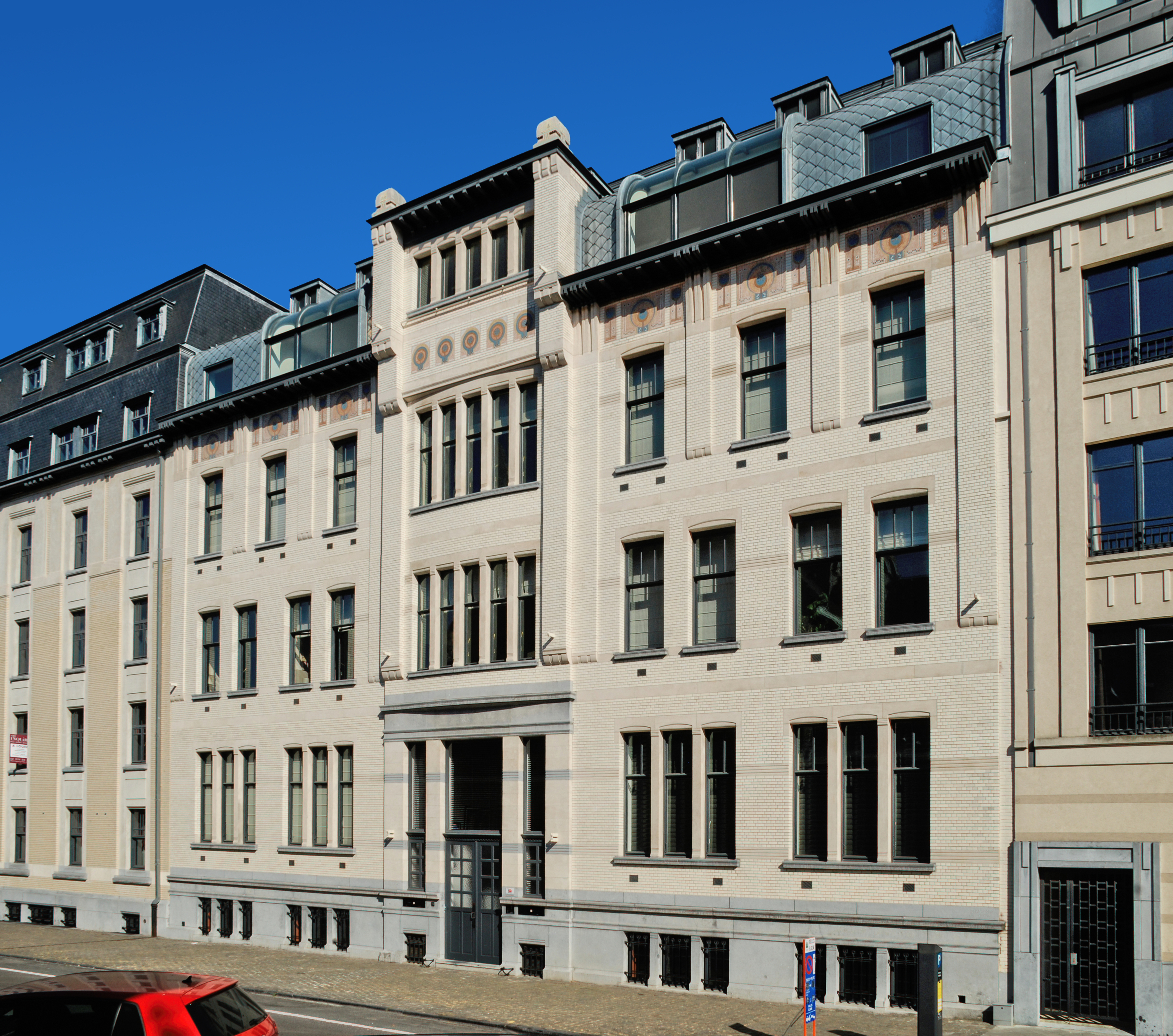
Institut chirurgical Berkendael (1905).
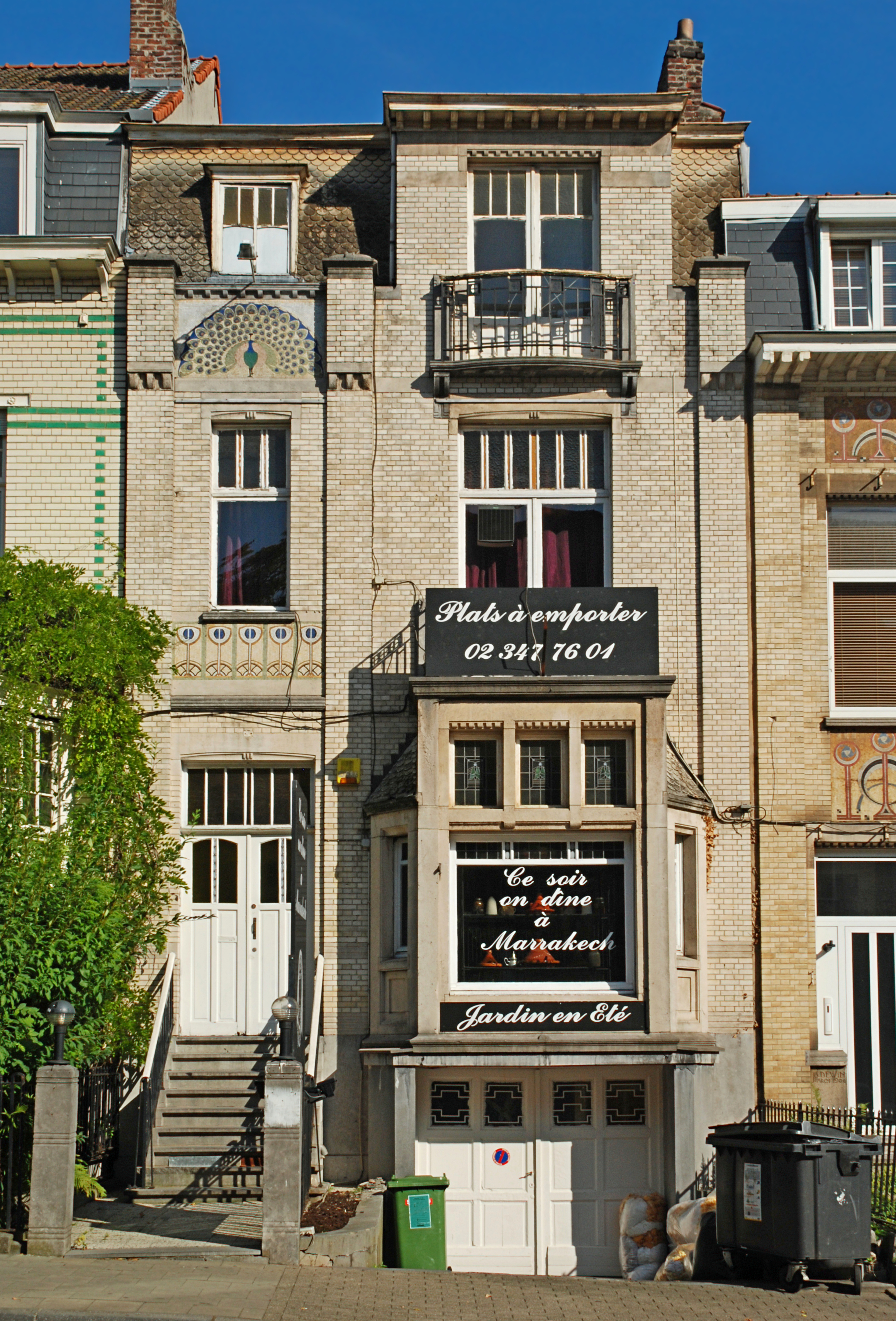
Avenue Brugmann 408 (1906).
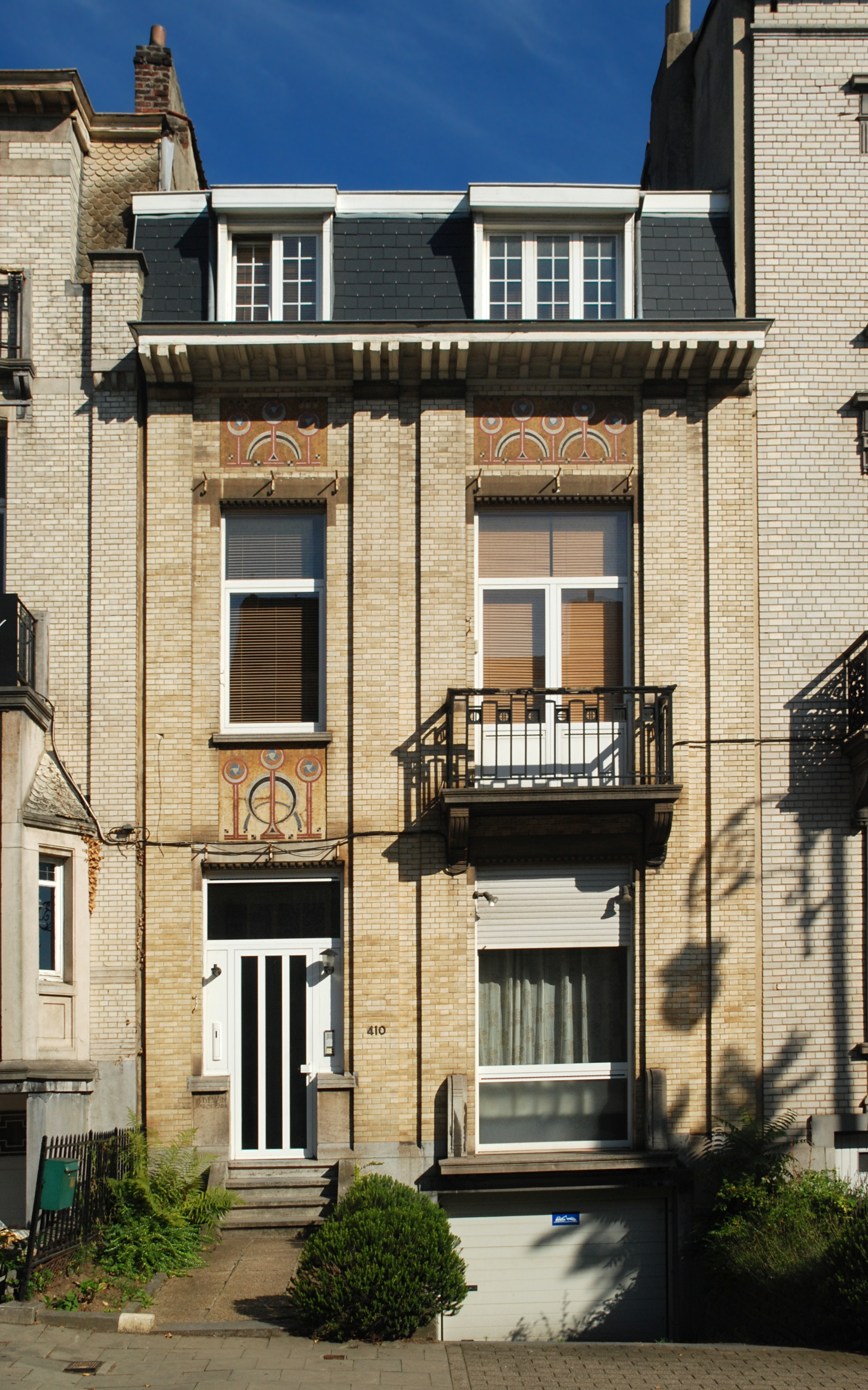
Avenue Brugmann 410 (1906).
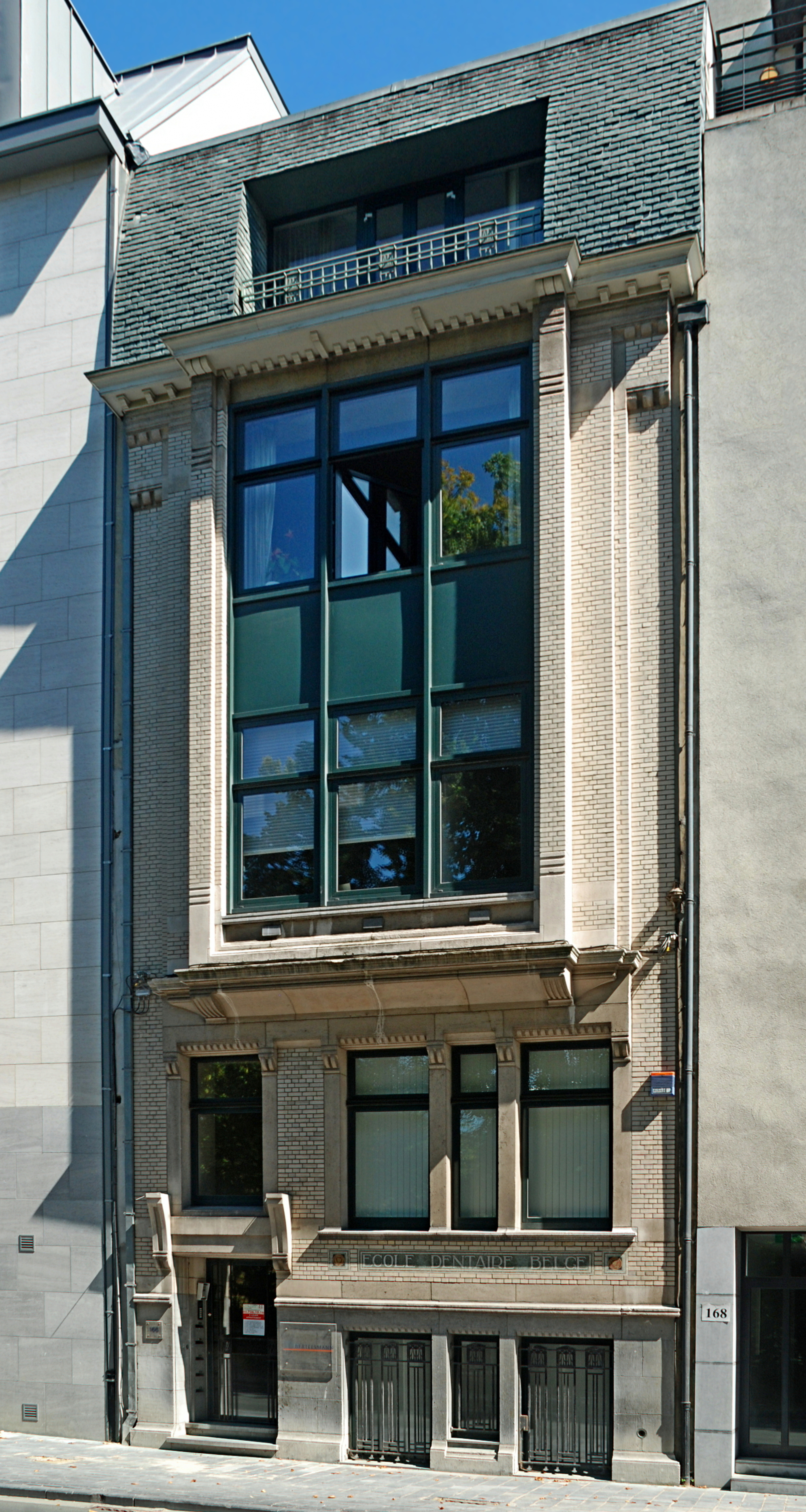
École dentaire belge (1913).

### Immeubles de style « Art déco »
- 1921 : Logements sociaux du Foyer Laekenois, rue Émile Delva, 79-81
- 1922 : avenue Molière, 269 (porche aux hiboux)[13]
- 1922 : avenue Molière, 271[16]
- 1922-1935 : Hôpital Saint-Pierre et siège de la Commission d'Assistance Publique de Bruxelles, rue Haute 296a à 322[5],[6]
- 1923 : rue Louis Hymans, 31 et 33[16]
- 1926 : Institut médico-chirurgical de la Croix-Rouge (et Ecole d'infirmières Edith Cavell), à l'angle de la place Georges Brugmann et de la rue Joseph Stallaert[13],[10]
- 1926 : Mémorial au Dr Depage, par le sculpteur Godefroid Devreese et JB Dewin (devant le bâtiment ci-dessus)
- 1926 : rue Franz Merjay, 112[16]
- 1927 : boulevard du Jubilé, 86-88 et rue Hollevoet, 1 à 5
- 1927 : Immeuble à appartements Avenue Henri Dietrich, 1 [17] situé à Woluwe-Saint-Lambert
- 1927-1928 : avenue Montjoie, 241
- 1930-1933 : Maternité de l'hôpital d'Ixelles, rue Léon Cuissez, 20-22-26[18]
- 1930-1935 : avenue Évariste De Meersman, 34 à Berchem-Sainte-Agathe[19]
- 1926-1936 : Maison communale de Forest, rue du Curé,2

Immeubles Art déco de Jean-Baptiste Dewin
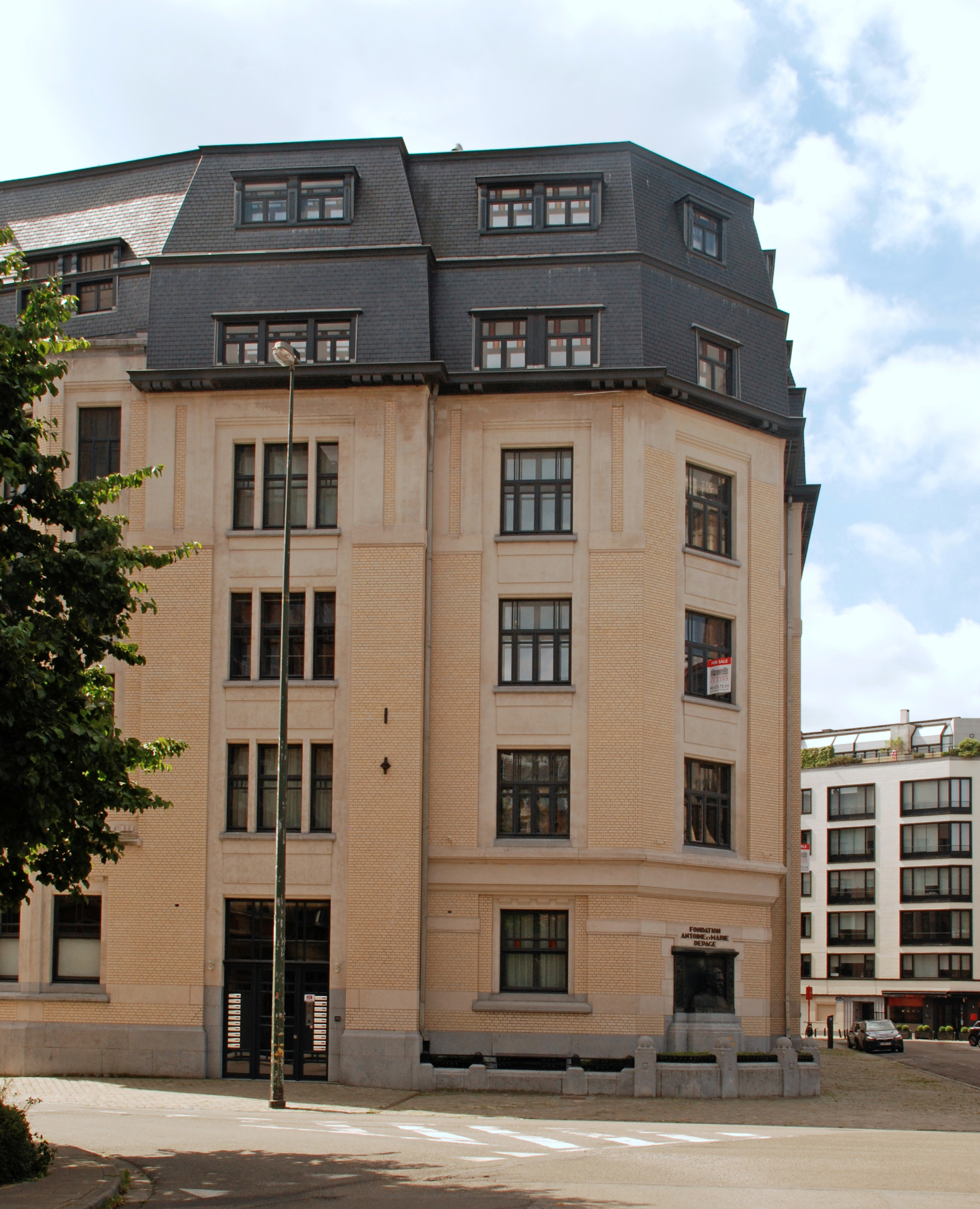
Institut médico-chirurgical de la Croix-Rouge (1926).
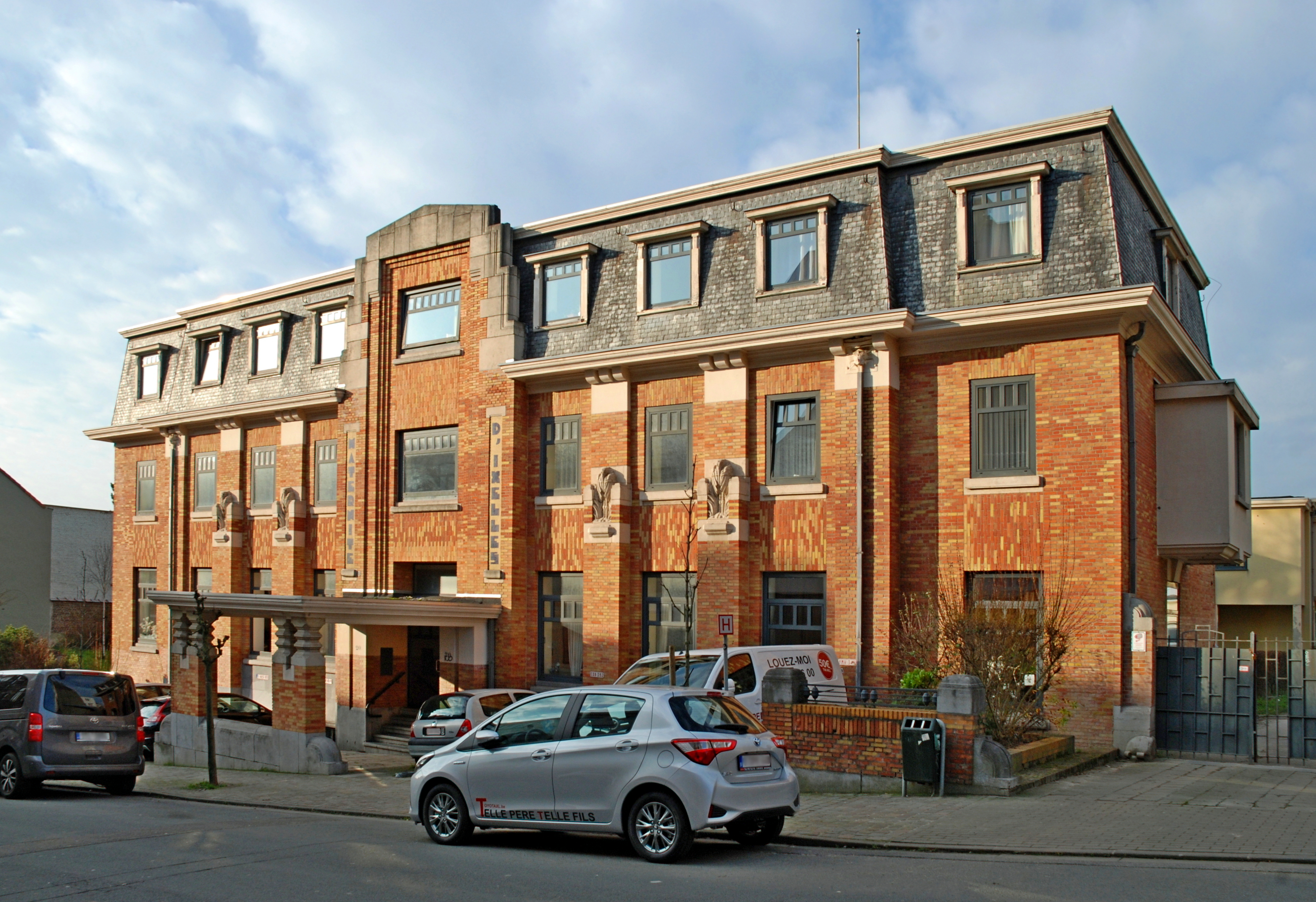
Ancienne maternité de l'hôpital d'Ixelles (1930-1933).
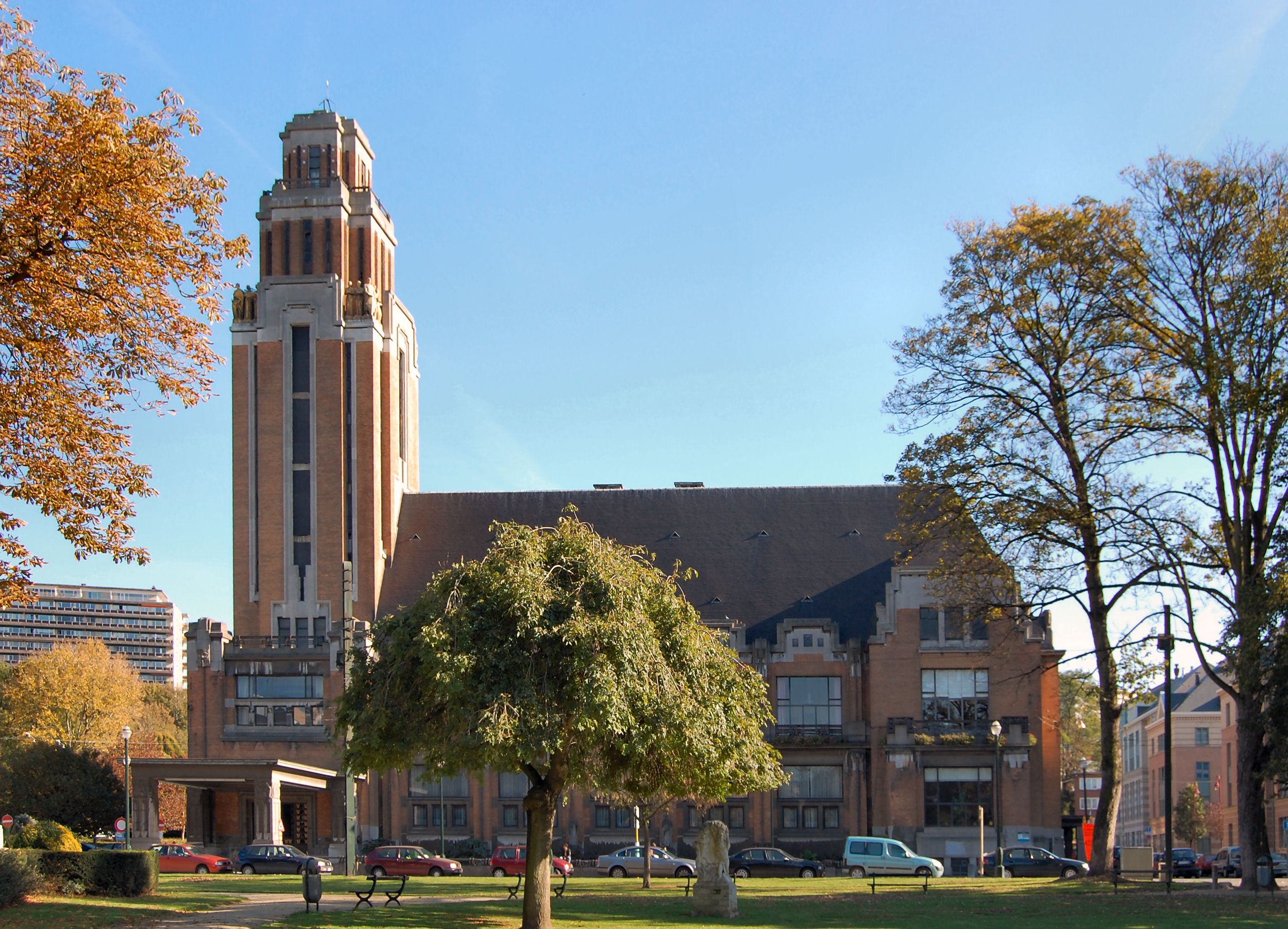
Maison communale de Forest (1926-1936).

### Immeubles de style « moderniste »
- 1920 : chaussée de Forest, 62-70[16]
- 1936 : avenue de la Toison d'Or, 68[20] (immeuble à appartements)
- 1936 : rue Jourdan, 43 (immeuble à appartements)

### Immeubles de style éclectique
- 1907-1909 : l'Institut chirurgical du docteur Jean Verhoogen, rue Marie-Thérèse à Saint-Josse-ten-Noode.
- 1910 : rue Jacques Jordaens, 15-17[16]

### Immeubles de style indéterminé
- 1912 : institut ophtalmologique du Dr Frère, rue des vétérinaires à Anderlecht[6]
- 1914 : clinique Longchamp à Uccle[6]

### Immeubles dont l'attribution à Dewin est incertaine
- square Larousse, 12
- avenue de La Ramée, 15

## Distinction
- Officier de l'ordre de la Couronne en 1932.